# Salzuit
Salzuit település Franciaországban, Haute-Loire megyében. Lakosainak száma 333 fő (2022. január 1.). Salzuit La Chomette, Couteuges, Paulhaguet és Saint-Privat-du-Dragon községekkel határos.

## Népesség
A település népessége az elmúlt években az alábbi módon változott:
| Lakosok száma | 296  | 331  | 354  | 352  | 359  | 363  | 362  | 361  | 347  | 333  |
|               | 1968 | 1982 | 1990 | 2006 | 2013 | 2015 | 2017 | 2019 | 2020 | 2022 |